# Succinato-semialdeide deidrogenasi (NAD(P)+)
La succinato-semialdeide deidrogenasi (NAD(P)+) è un enzima appartenente alla classe delle ossidoreduttasi, che catalizza la seguente reazione:
succinato semialdeide + NAD(P)+ + H2O ⇄ succinato + NAD(P)H + 2 H+